# Ribota
Ribota er en by og kommune i det centrale Spanien i provinsen Segovia. Den har et indbyggertal på 43 (2024) indbyggere.